# Liljeborgia cota
Liljeborgia cota är en kräftdjursart som beskrevs av J. L. Barnard 1962. Liljeborgia cota ingår i släktet Liljeborgia och familjen Liljeborgiidae. Inga underarter finns listade i Catalogue of Life.